# Maria Trägårdh
Maria Birgitta Bodell Trägårdh, född 11 december 1964, är en svensk journalist verksam på SVT Dokumentär, tidigare på Aftonbladet.
Trägårdh är den första kvinnliga grävande journalist som vunnit Guldspaden, vilket skedde 1992 tillsammans med Magnus Ringman samt fotografen Åke Ericson för reportageserien "VI och DOM" i Aftonbladet. 1995 fick hon ett hedersomnämnande för en reportageserie om den nya knarkvågen tillsammans med Jan Karlsson (numera känd som Jan Helin, programdirektör på SVT) och fotograf Åke Ericson. 1999 tilldelades hon Stora journalistpriset, även denna gång ihop med Magnus Ringman, för en artikelserie om biobanker, där information om miljontals svenskars arvsmassa finns lagrad. Avslöjandet ledde till ett initiativ om ny lagstiftning. Hon medverkade även i tv-programmet Drevet som sändes på TV4 under 2006.
Trägårdh fick vid prisutdelningen för Guldspaden 2015 priset som årets arbetsledare, den s.k. Gyllene dynamon.
2017 utsågs Maria Trägårdh till mäktigaste grävaren i Sverige av Föreningen grävande journalisters tidskrift Scoop.
I november 2018 lämnade Trägårdh chefskapet för Gräv&Story, specialreportage och tidningens nyhetskolumnister samt som medlem av redaktionsledningen efter 29 år på Aftonbladet. Den 1 december 2018 tillträdde hon rollen som projektledare på SVT Dokumentär. Hon är gift och bosatt på Södermalm i Stockholm.